# Brusselse gewestverkiezingen 1999
De regionale verkiezingen voor het Brussels Hoofdstedelijk Gewest werden gehouden op 13 juni 1999.

## Uitslagen
De PRL-FDF won met 27 zetels, gevolgd door opvallende stijger Ecolo, met 14 zetels, en de PS, met 13 zetels. Op 15 juli werd regering-Simonet I beëdigd die bestond uit een vijfdelige coalitie: de socialisten (PS en SP), de liberalen (PRL-FDF-MCC en VLD) en de Vlaamse christendemocraten (CVP). Aan het hoofd van deze regering stond minister-president Jacques Simonet van de PRL.

## Brussels Hoofdstedelijk Parlement
| Partij               | Partij               | Stemmen | %      | Zetels | Verschil |
| -------------------- | -------------------- | ------- | ------ | ------ | -------- |
|                      | PRL-FDF              | 146.845 | 34,41  | 27     | -1       |
|                      | Ecolo                | 77.969  | 18,27  | 14     | +7       |
|                      | PS                   | 68.307  | 16,01  | 13     | -4       |
|                      | PSC                  | 33.815  | 7,92   | 6      | -1       |
|                      | Vlaams Blok          | 19.310  | 4,52   | 4      | +2       |
|                      | CVP                  | 14.284  | 3,35   | 3      | +0       |
|                      | VLD-VU-O VLD VU O    | 13.729  | 3,22   | 2 1 0  | -1 +0    |
|                      | SP-AGA               | 13.223  | 3,1    | 2      | +0       |
|                      | FN                   | 11.204  | 2,63   | 2      | -4       |
|                      | Vivant               | 6.431   | 1,51   | 1      | +1       |
|                      | FNB                  | 5.528   | 1,3    | 1      | +1       |
|                      | Anderen              | 16.096  | 3,76   | 0      | +0       |
| Totaal Geldig        | Totaal Geldig        | 426.741 | 100,00 | 75     |          |
| Ongeldig & Blanco    | Ongeldig & Blanco    | 22.098  | 4,92   |        |          |
| Totaal Stemmen       | Totaal Stemmen       | 448.839 | 100,00 |        |          |
| Absenteïsme          | Absenteïsme          | 95.205  | 17,50  |        |          |
| Ingeschreven Kiezers | Ingeschreven Kiezers | 544.044 | 100,00 |        |          |

| Taalgroep                | Stemmen | %      | Zetels |
| ------------------------ | ------- | ------ | ------ |
| Franstalige lijsten      | 366.195 | 85,81  | 64     |
| Nederlandstalige lijsten | 60.546  | 14,19  | 11     |
| Totaal                   | 426.741 | 100,00 | 75     |

## Voetnoten
1. ↑  VLD-VU-O was een kartel bestaande uit VLD, VU en een aantal onafhankelijken die bij de verkiezingen van 1995 apart nog 3 zetels haalden
2. ↑  SP-AGA was een kartel bestaande uit SP en Agalev en behaalden bij de vorige verkiezingen van 1995 apart samen ook 2 zetels